# Carme Barceló i Gifré
Carme Barceló Gifré (Bellcaire d'Empordà, 6 de gener de 1950) és una exprofessora i entrenadora de voleibol. Va cursar els estudis en règim lliure de mestra de primària a l'Escola Normal de Barcelona. Més endavant, es va llicenciar en Educació Física i Esport i va ser entrenadora nacional de voleibol. Entre els anys 1995 al 2007 va ser regidora de l'Ajuntament de Bellcaire d'Empordà, amb responsabilitat en educació, festes, cultura i esports i també d'hisenda.
La seva trajectòria com a professora d'esport va començar l'any 1968, quan es va incorporar com a professora d'Educació física a l'escola Sant Jordi de Palafrugell, al cap d'un any a l'escola Vedruna i posteriorment a l'institut Frederic Martí Carreras de la mateixa vila, on hi exercit durant 43 anys fins a la seva jubilació.
L'any 1980 Barceló fundà un equip femení de voleibol a l'Institut Frederic Martí Carreras de Palafrugell. El 26 de juny de l'any 1983 es va inaugurar el pavelló d'esports de Palafrugell i amb motiu de l'estrena de la pista de voleibol es van jugar dos partits sènior de la temporada i es va lliurar una copa a la millor entrenadora dels equips de voleibol de l'Institut de Palafrugell per la seva gran tasca en la promoció d'aquest esport. El juny de l'any 1983 Carme Barceló va rebre un trofeu per la seva tasca d'entrenadora. L'any 1987 va fundar el Club Voleibol Institut de Palafrugell, masculí, centre presidit pel director Martí Fonolleres. Va fer d'entrenadora de jugadores d'aquest esport a l'Escala.
L'any 1989 va ser entrenadora de la selecció de Girona femenina de voleibol de Catalunya. Des del any 1991 i durant diverses temporades va ser directora de les estades esportives de voleibol de la Federació Catalana de Voleibol. Va organitzar l'any 1997 el torneig de volei platja a Sant Martí d'Empúries (Patronat Municipal d' Esport de L'Escala) que va seguir durant diverses temporades. Des de l'any 2006 fins al 2012 va tenir el càrrec de directora del Pla d'esport a l'escola de la Generalitat a l'Institut Frederic Martí Carreras, a través del Consell Esportiu del Baix Empordà. El club va arribar a tenir set equips i a aconseguir un Centre de Tecnificació Masculí i Femení.
El desembre de l'any 2006, amb motiu de 50è aniversari de la Federació Catalana, va rebre el premi de Forjador del Volei Català i Millor Entrenadora Promoció del Voleibol Català. A la festa de l'Esport de l'Escala va ser premiada com a millor entrenadora. El 2016 va rebre la Medalla de l'Esport de Palafrugell, i la Representació Territorial de l'Esport a Girona també va atorgar-li una Medalla de l'Esport.